# Diecezja Møre
Diecezja Møre (nor. Møre bispedømme) – luterańska diecezja, obejmująca Kościół Norwegii w okręgu Møre og Romsdal. Biskupem diecezjalnym od 2008 r. jest Ingeborg Midttømme, a swoją siedzibę ma w katedrze w Molde.

## Historia
Diecezja Møre została powołana 18 września 1983, kiedy dystrykty Sunnmøre i Nordmøre połączyły się, tworząc nową diecezję. Obejmują rejon Møre og Romsdal.

## Biskupi

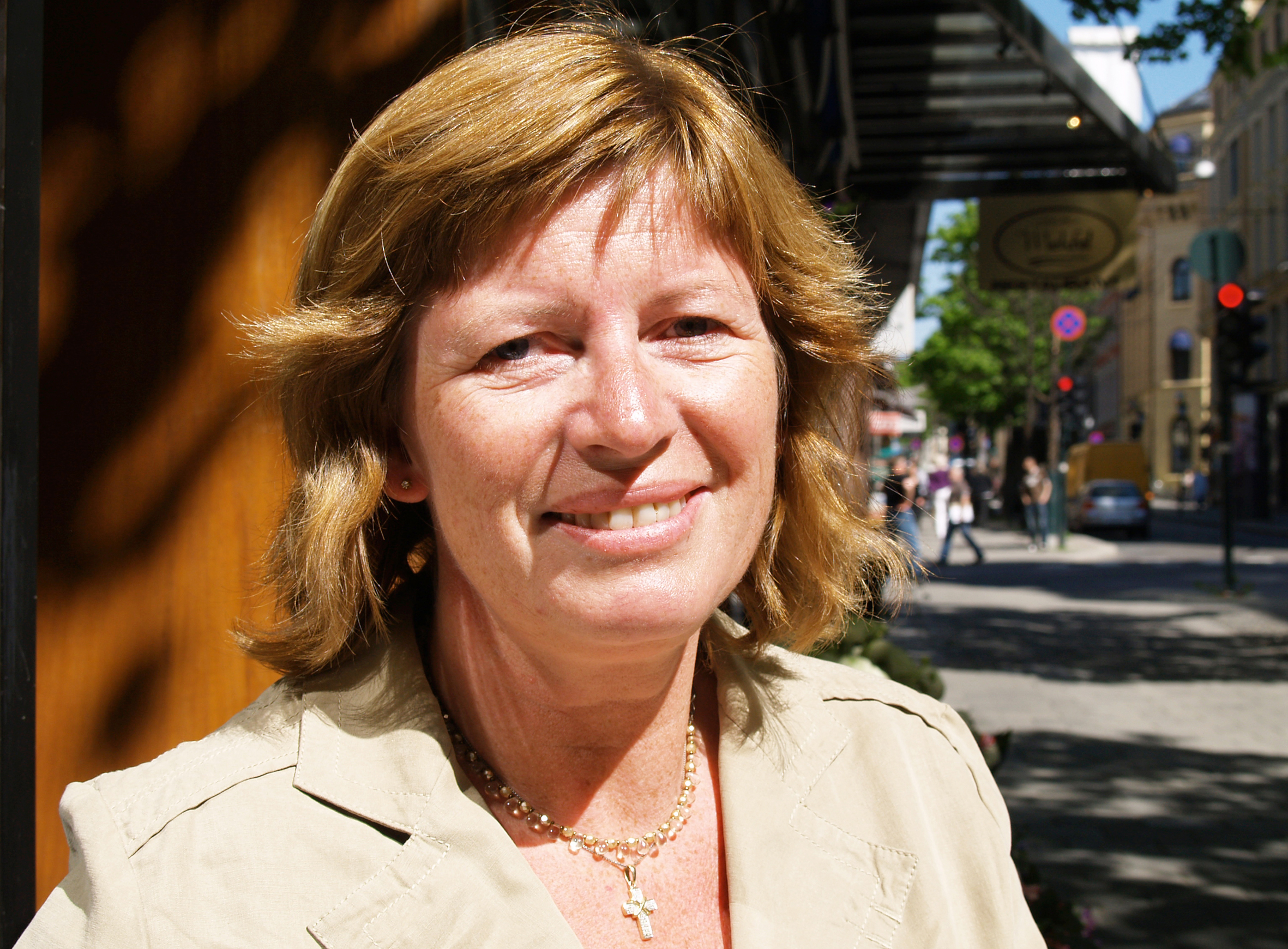
Biskup Ingeborg Midttømme

- Ole Nordhaug (1983–1991)
- Odd Bondevik (1991–2008)
- Ingeborg Midttømme (od 2008)

## Katedra
Katedra została wybudowana w 1858 r. w okręgu Vestfold. Budowla jest wybudowana z cegły w stylu neogotyckim i posiada 550 miejsc. Kościół wybudowany jest na miejscu Kościoła Świętego Wawrzyńca. Ambona z 1621 r. oraz ołtarz z 1764 r. pochodzą z kościoła Najświętszej Maryi Panny.

## Struktura
Diecezja Nord-Hålogaland dzieli się na 7 dekanatów (nor. prosti). W każdym dekanacie znajduje się kilka miejscowości. W każdej miejscowości znajduje się jedna lub kilka parafii.
| Deanery (Prosti)       | Miejscowości                                          | Mapa diecezjalna |
| ---------------------- | ----------------------------------------------------- | ---------------- |
| Molde domprosti        | Aukra, Fræna, Midsund, Molde, Sandøy                  |                  |
| Søre Sunnmøre prosti   | Hareid, Herøy, Sande, Ulstein, Vanylven, Volda, Ørsta |                  |
| Austre Sunnmøre prosti | Norddal, Skodje, Stordal, Stranda, Sykkylven, Ørskog  |                  |
| Nordre Sunnmøre prosti | Giske, Haram, Sula, Ålesund                           |                  |
| Indre Romsdal prosti   | Nesset, Rauma, Vestnes                                |                  |
| Ytre Nordmøre prosti   | Aure, Averøy, Eide, Kristiansund, Smøla               |                  |
| Indre Nordmøre prosti  | Gjemnes, Halsa, Rindal, Sunndal, Surnadal, Tingvoll   |                  |